# Marie Alexandre Lucien Coudray
Marie Alexandre Lucien Coudray fue un grabador , medallista y escultor francés, nacido el 21 de febrero de 1864 en París y fallecido el año 1932.

## Datos biográficos
En 1882 ingresó en la École nationale supérieure des beaux-arts. Fue alumno de Auguste Dumont, Gabriel-Jules Thomas, Henri Émile Allouard y de Hubert Ponscarme.
Primer Gran Premio de Roma en grabado de medallas en 1893 con la obra titulada «Orphée endort Cerbère aux sons de sa lyre» (Orfeo duerme a Cerbero con el sonido de su lira).
Medalla de segunda clase en 1900.
Sus medallas están firmadas con L. COUDRAY.